# Železniško postajališče Hudo
Železniško postajališče Hudo je eno izmed železniških postajališč v Sloveniji, ki oskrbuje bližnji naselji Hudo in Gorenje Kamence.